# 李瓛
李瓛（1424年—？），字世望，號牧麟，江西南昌府豐城縣人，軍籍，明朝政治人物。進士出身。

## 生平
景泰元年（1450年）庚午科江西鄉試第一百十八名。景泰二年（1451年）辛未科會試第二十九名，殿試登進士第三甲第二名。授御史，巡按应天，升贵州佥事，调四川，擢松潘兵备副使，以病卒于官。

## 家族
曾祖父李彥明。祖父李宗海。父亲李南暉，封监察御史，贈按察司佥事。娶黄氏，贈宜人，生子與鎬。孫李萬平，字惟衡，號茫湖，以子遂封刑部山东司郎中。曾孫李遂，嘉靖五年进士，官至南京兵部尚书。